# Geminado (arquitectura)
Geminado (proveniente del latín geminare, como duplicado), es la denominación empleada en arquitectura para referirse a la duplicación de elementos contiguos o adyacentes.

## Columnas
Las columnas geminadas (o columnas binadas o columna doble) es la denominación empleada en arquitectura para referirse a las columnas que se encuentran con sus fustes adosados, no siempre lucen sendos capiteles y basas, sino un único y respectivo elemento para ambos fustes.
Por ello, para algunas fuentes, no deben confundirse con columnas pareadas donde ambos fustes muestran una ligera separación, independientemente de que compartan o no capitel o soporte.

Columnas geminadas y columnas pareadas
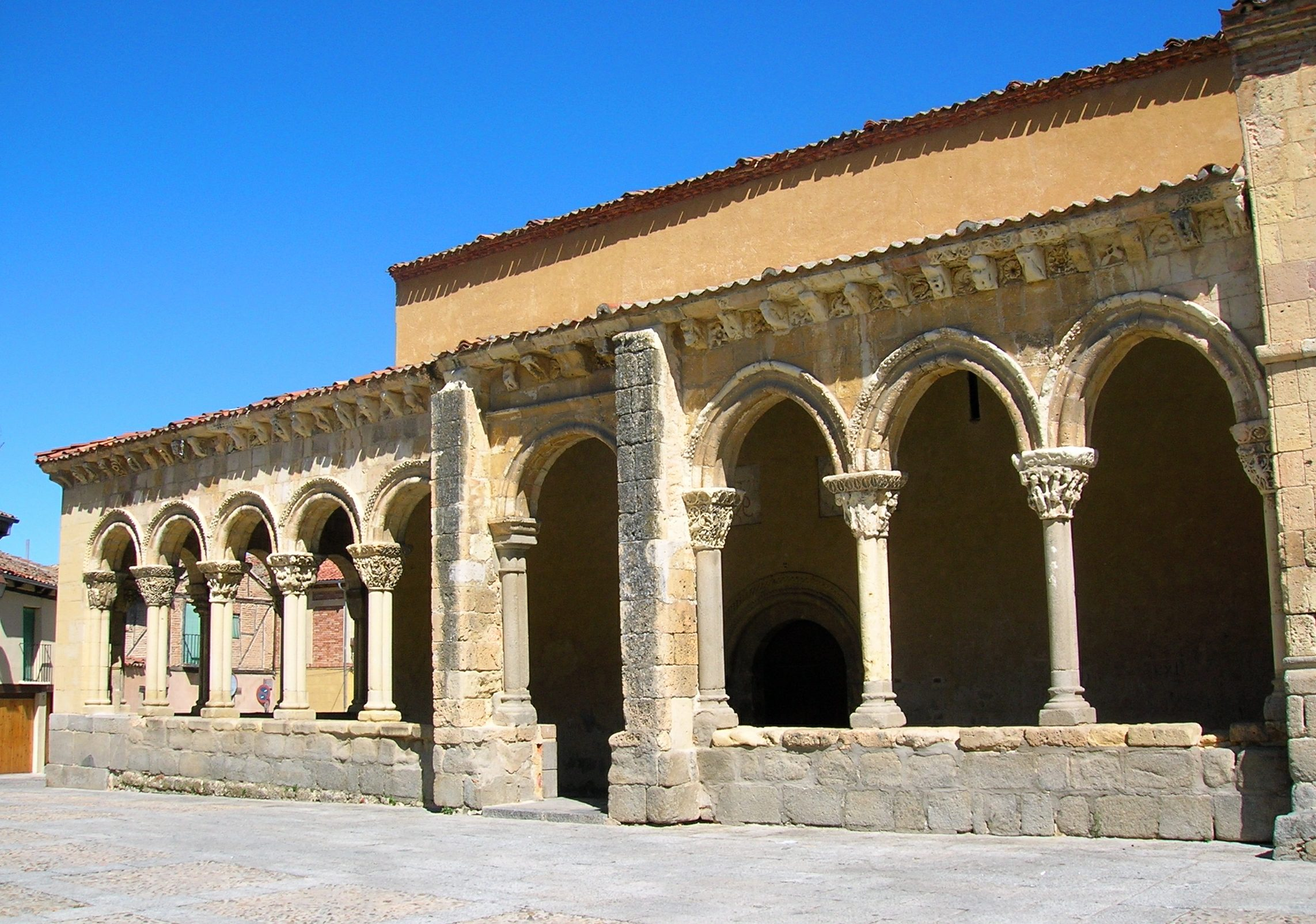
Galería porticada de la Iglesia de San Lorenzo de Segovia, del siglo XII, donde se muestran columnas geminadas, compartiendo un capitel y una basa.
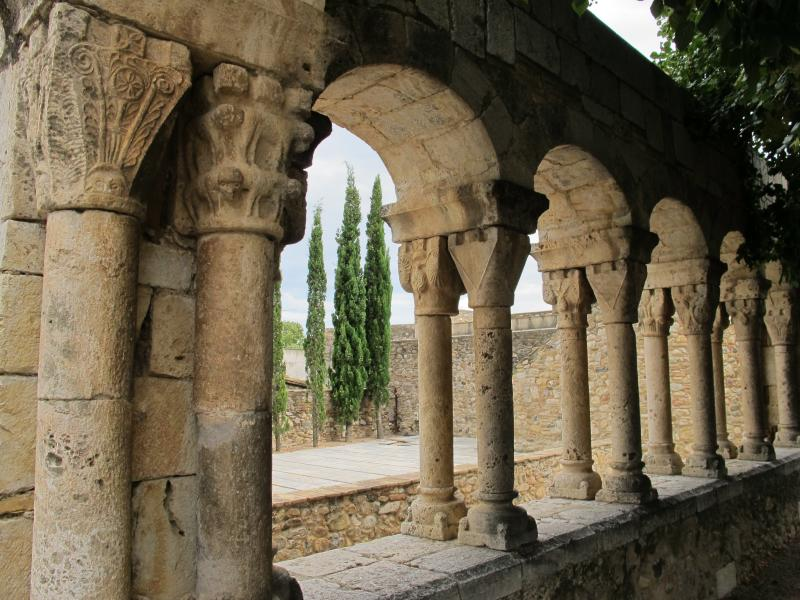
Columnas del claustro románico del monasterio de Santo Domingo (Peralada), donde se muestran columnas pareadas.
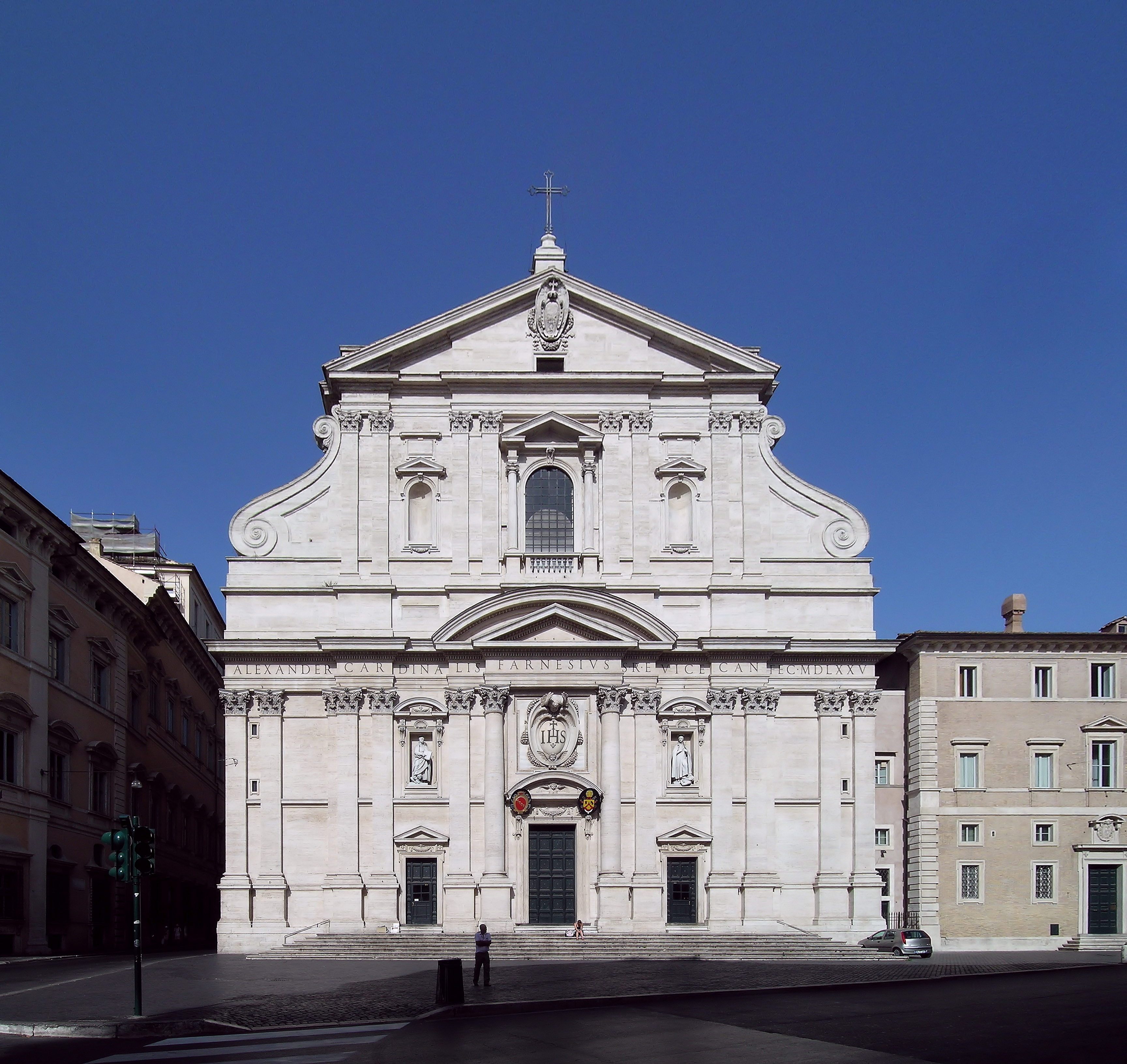
Fachada de la Iglesia del Gesù, de estilo barroco, donde se aprecian pilastras pareadas.

Con todo es pertinente señalar que otras fuentes no establecen tal distinción y que su utilización se extiende a épocas del arte diferentes como el Románico, Gótico, Renacimiento, Manierismo o el Barroco.

## Vanos
Los vanos dobles también pueden recibir dicho nombre. Así una ventana geminada es el nombre de un vano dividido en dos huecos por un parteluz o un mainel. A veces también aparece denominado como arcos geminados.

Vanos geminados
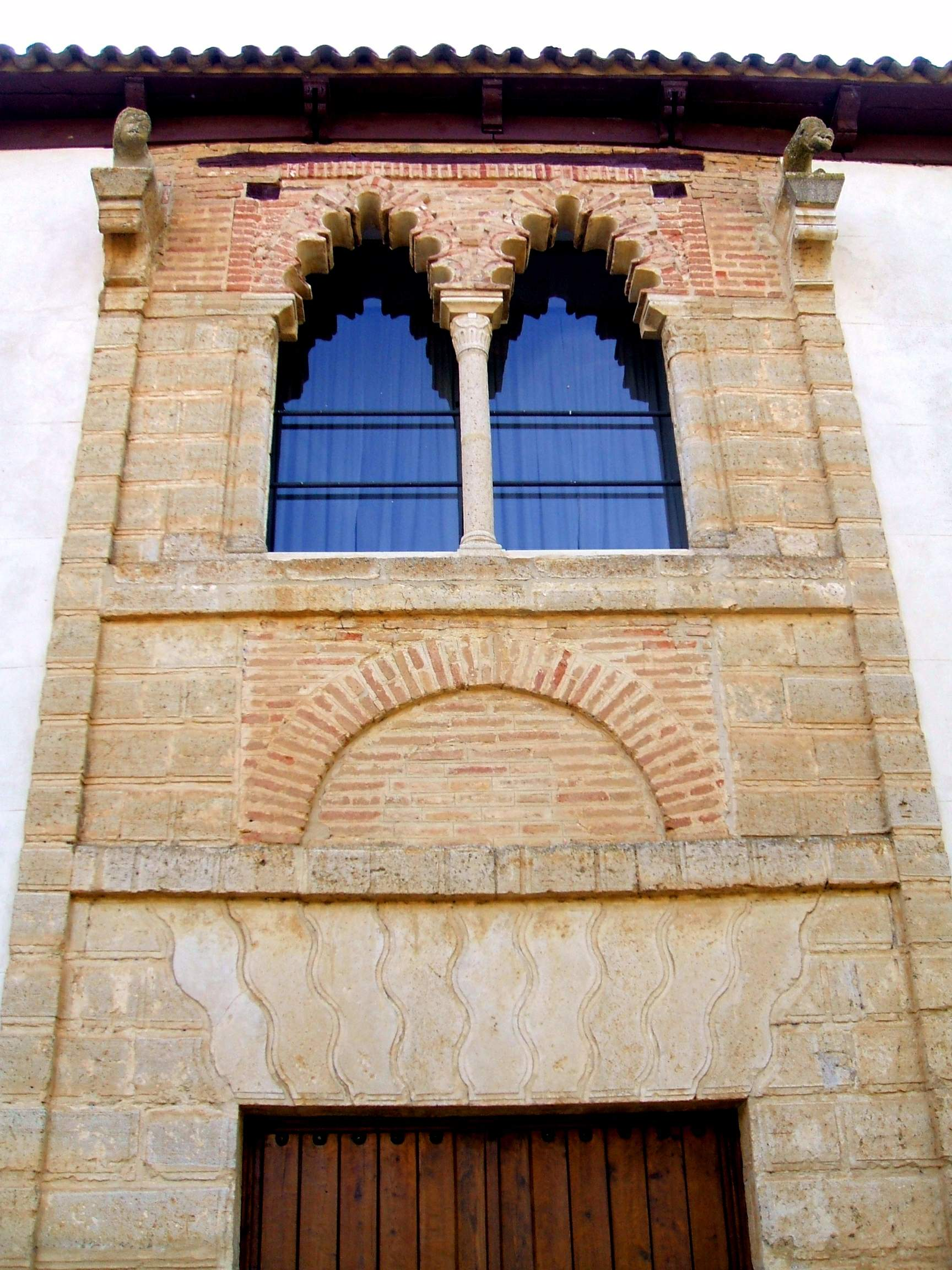
Vano geminado polilobulado en el Real Monasterio de Santa Clara en Astudillo (Palencia)
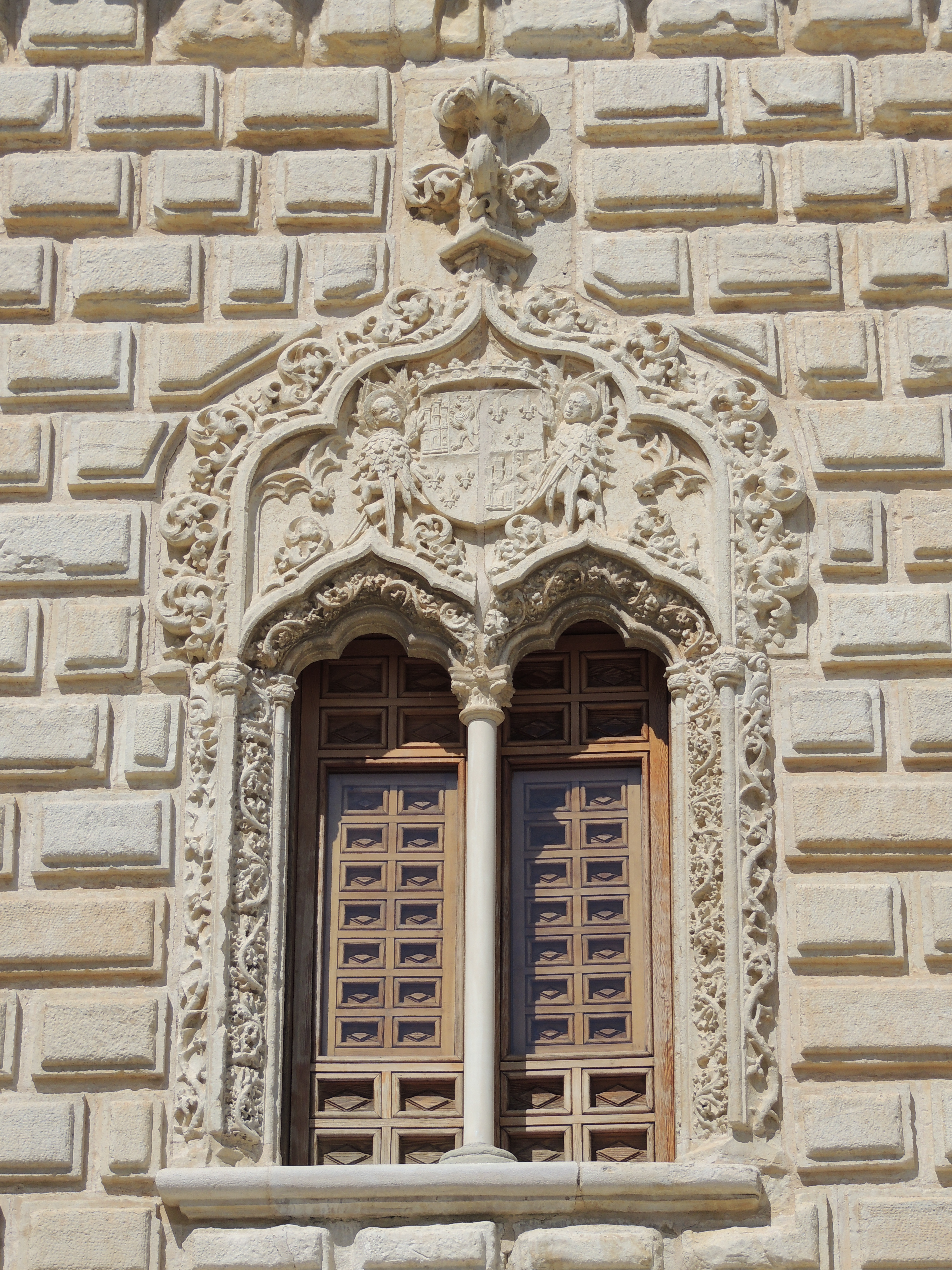
Ventana geminada en el Palacio de los Duques de Medinaceli (Cogolludo)
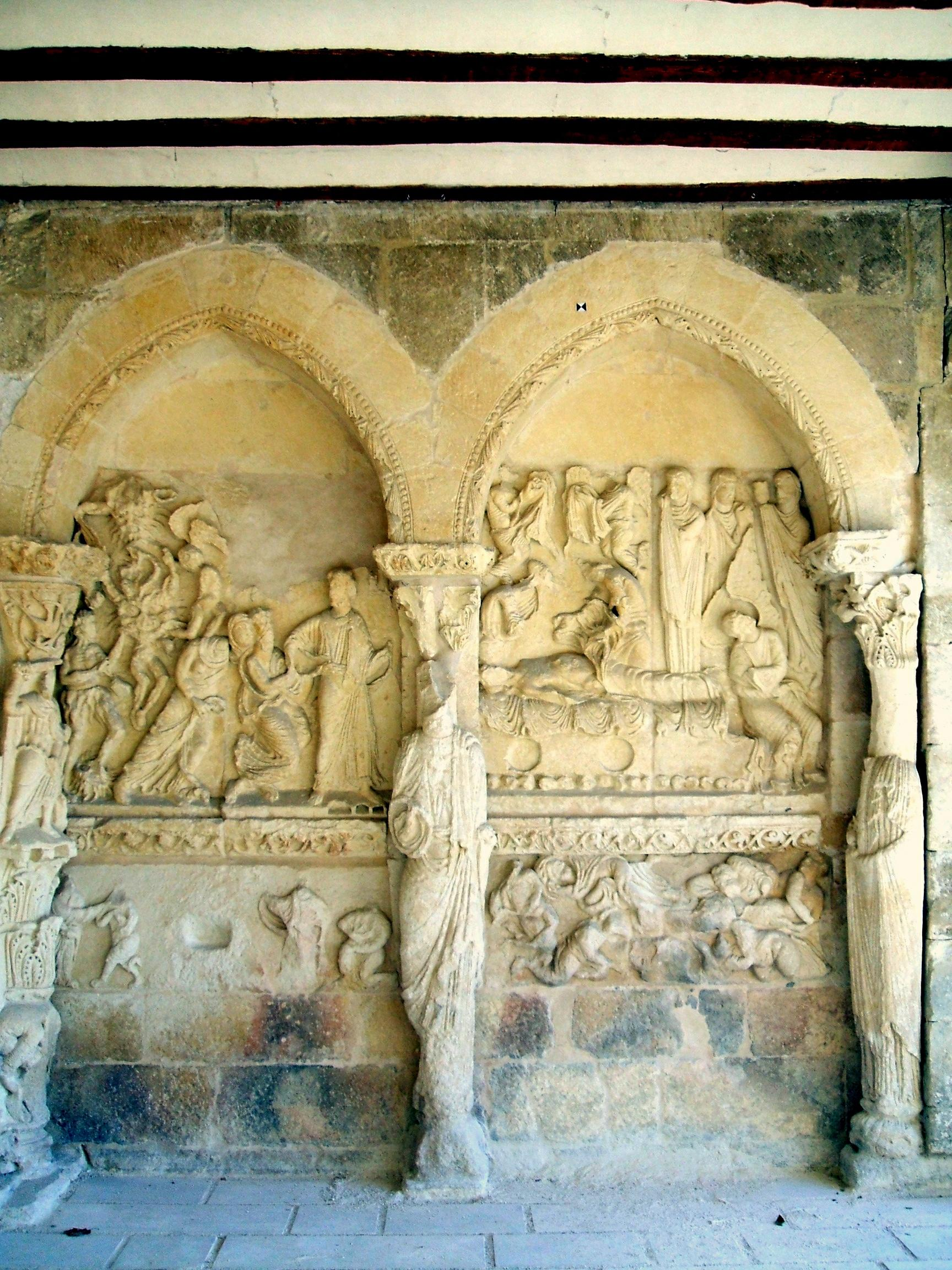
Arcosolio geminado del pórtico de la basílica de San Prudencio de Armentia en Vitoria del siglo XII.